# Wikipedia în croată
Wikipedia în croată (în croată Wikipedija na hrvatskome jeziku) este versiunea în limba croată a Wikipediei și se află în prezent pe locul 42 în topul Wikipediilor, după numărul de articole. În prezent are aproximativ 200 000 de articole.